# Microsoft Power Platform
Microsoft Power Platform je sada nástrojů pro vývoj s nízkým obsahem kódu, která uživatelům umožňuje vytvářet vlastní podnikové aplikace (software na míru), automatizovat pracovní postupy a analyzovat data.
Nabízí integraci s GitHub, Microsoft Azure, Microsoft Dynamics 365 a Microsoft Teams a také integraci mezi jinými aplikacemi Microsoft a aplikacemi třetích stran.

## Produkty
Řada produktů Power Platform zahrnuje:
- Power BI
- Power Automate (dříve Microsoft Flow) pro automatizaci a optimalizaci obchodních procesů.
- Copilot Studio (dříve Power Virtual Agents)
- Power Pages, grafický software pro tvorbu webů s nízkým kódem.
- Microsoft Dataverse, relační databázový stroj